# Abu-l-Layth as-Samarqandí
Abu-l-Layth Nasr ibn Muhàmmad ibn Àhmad ibn Ibrahim as-Samarqandí, més conegut com a Abu-l-Layth as-Samarqandí o com a Imam al-Hudà, fou un teòleg hanefita del segle x (mort entre 983 i 1003). Era originari de Samarcanda o la seva regió.
Les seves obres principals són: 
- Tafsir
- Khizanat al-fiqh
- Mukhtalif ar-riwaya
- Tanbih al-gafilin
- Bustan al-arifin
- Al-Mukaddima fi l-salat